# Limpio
Limpio is een stad en gemeente (in Paraguay un distrito genoemd) in het departement Central.
Limpio telt 141.000 inwoners.

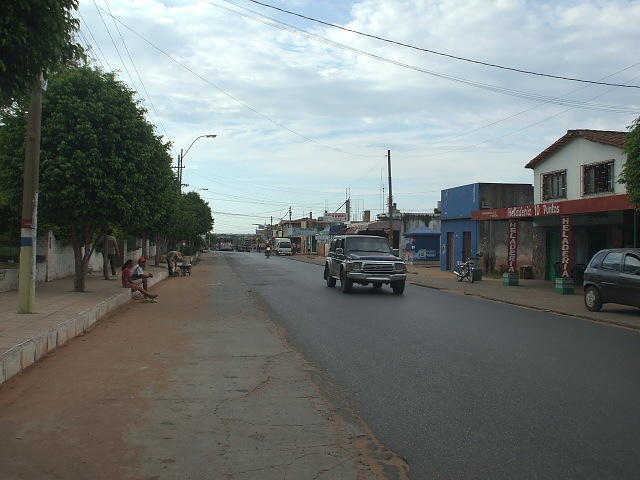
Calle de la Ciudad
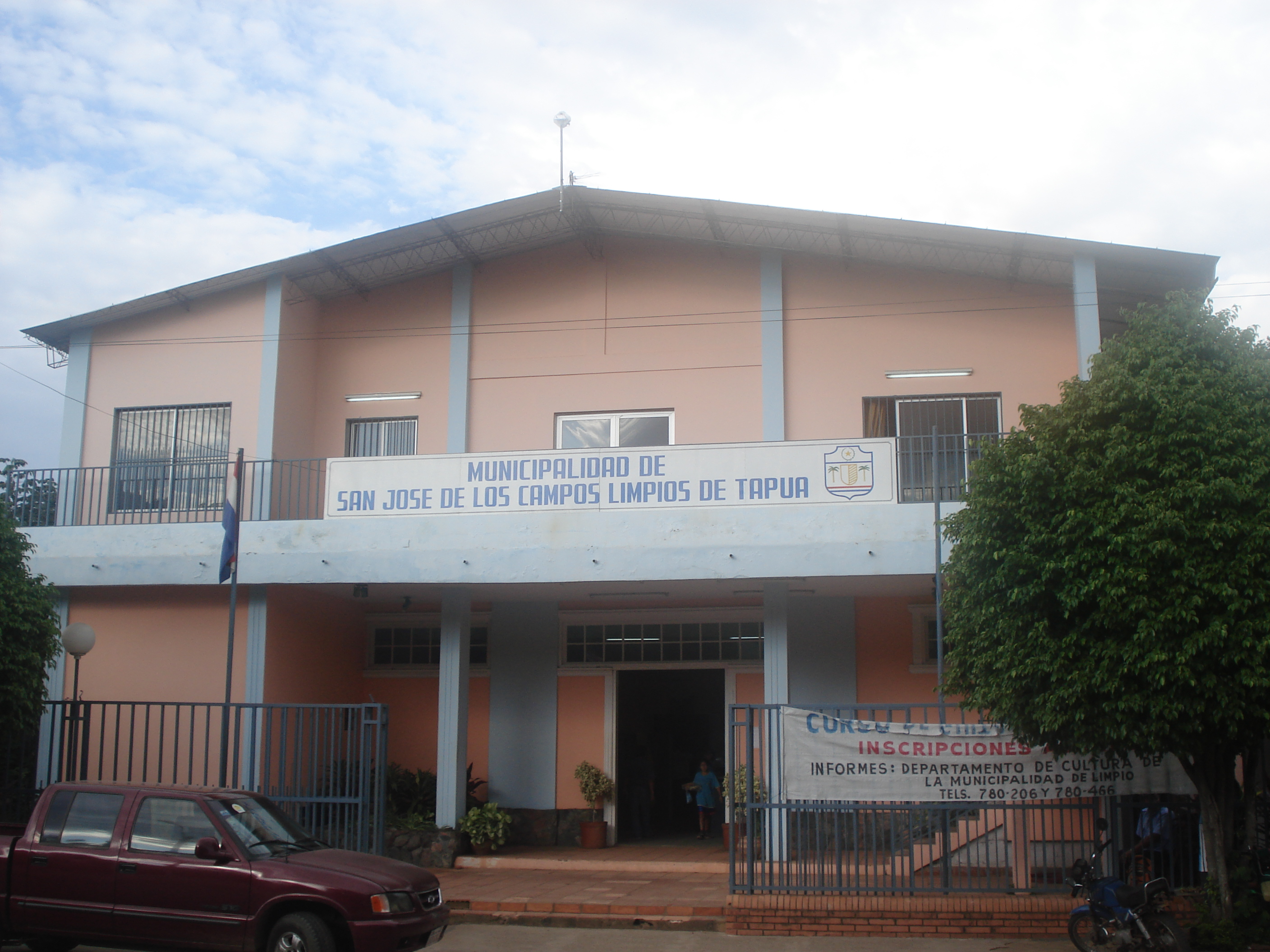
Gemeentehuis
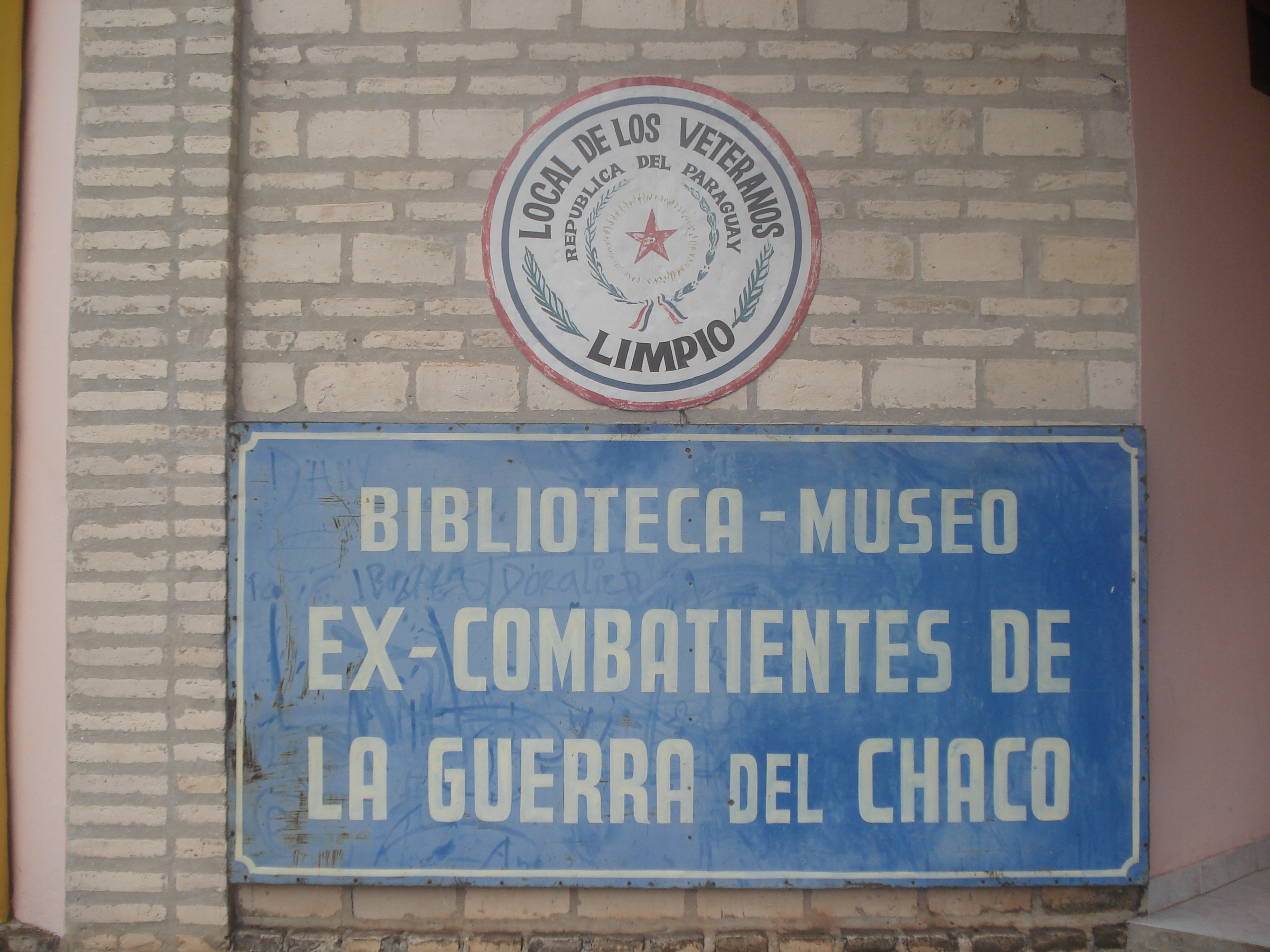
Bibliotheek
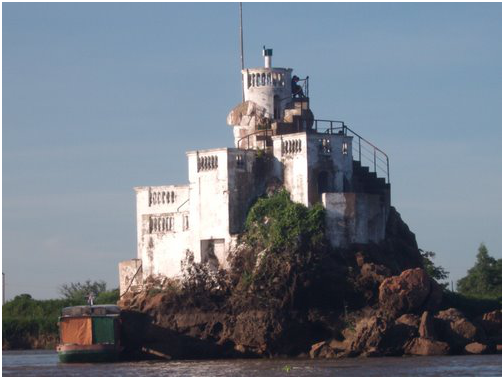